# Bibliothèque universitaire en France
Chacune des universités françaises a au moins une bibliothèque universitaire. La réglementation prévoit dans chaque université la constitution d'un service commun de documentation (SCD), expression qui manifeste que le service est commun à l'ensemble des composantes et des filières de formation.  
Cela exprime la volonté de fédérer tous les espaces documentaires de l'université, ce qui est parfois plus théorique que réel. Plusieurs universités peuvent gérer conjointement un Service interétablissement de coopération documentaire (SICD). 
On compte en France 480 implantations de bibliothèques (soit 7 sites en moyenne par université).

## Histoire
Les universités d'Ancien Régime disposaient déjà de bibliothèques. Toutefois, l'expression « bibliothèque universitaire » est surtout employée à partir du XIXe siècle. La première réglementation sur les bibliothèques universitaires date de 1855 . 
Après la loi Faure et la loi Savary, les bibliothèques universitaires ont été régies par le décret no 85-694 du 4 juillet 1985 remplacé par le décret no 2011-996 du 23 août 2011 codifié à son tour au code de l'éducation en 2013. 
En 1989, le rapport d'André Miquel entraîne la prise de conscience d'un retard français en la matière, qui se traduira par un effort consenti par le ministère dans les années suivantes pour améliorer tant les locaux que la documentation, notamment à travers les plans de modernisation des universités françaises dont les bibliothèques universitaires ont largement profité. 
En septembre 1998, un rapport du Sénat note la modernisation des services de documentation dans les universités, mais en point également les insuffisances . Claude Jolly, alors Sous-directeur des bibliothèques et de la documentation au ministère de l'éducation nationale, de la recherche et de la technologie, émet des inquiétudes fortes concernant la situation des locaux des bibliothèques universitaires parisiennes. Suivant ces constats sans équivoque, le plan U3M est lancé par le Ministère de l'enseignement supérieur et de la recherche, pour répondre aux besoins d'une population étudiante croissante. Le plan U3M, qui associe l’État et les collectivités territoriales, est un plan de grande ampleur, de l’ordre de 50 milliards de francs. Il s’inscrit dans une démarche d’ensemble, celle du schéma de services collectifs de l'enseignement supérieur et de la recherche. Comme le précédent, ce plan a largement été financé via les CPER 2000-2006 (42 milliards de francs).  
C'est notamment dans ce contexte qu'ouvre en mars 2009 la première bibliothèque inter-universitaire (SICD) du Quartier Latin exclusivement destinée aux étudiants de Licence et Master : la Bibliothèque Sainte-Barbe, créé officiellement par le décret no  2004-1121 du 14 octobre 2004. 
En 2016, le premier plan "Bibliothèques ouvertes" est lancé par Najat Vallaud-Belkacem pour améliorer l'accueil des étudiants dans les bibliothèques universitaires notamment grâce à l'extension des horaires d'ouverture, l'ouverture le dimanche et la communication des informations pratiques (nombre de places disponibles, horaires, services, etc.).  

## Missions

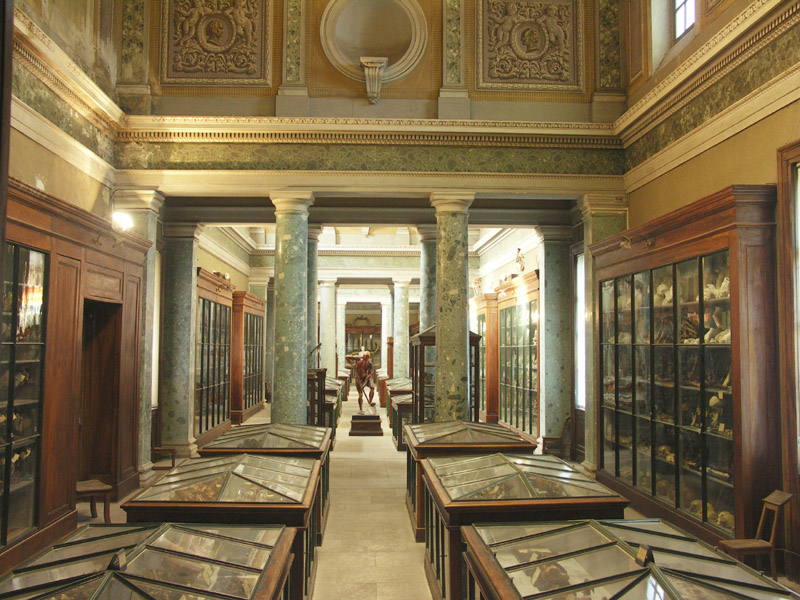
Le musée d’anatomie de l’UFR de Médecine de l'université de Montpellier.

L'organisation de chaque SCD suit celle choisie par l'université. Le SCD regroupe des bibliothèques intégrées et des bibliothèques associées. Quand une bibliothèque est intégrée, le personnel, les documents et les moyens financiers relèvent directement du SCD. Les bibliothèques associées sont gérées par les UFR, les instituts ou les centres de recherche. C'est ainsi qu'une université peut avoir plusieurs bibliothèques universitaires, souvent sur plusieurs sites, et parfois dans des villes différentes. Le SCD regroupe alors l'ensemble des bibliothèques universitaires.
L'article D.714-29 du code de l’éducation définit les missions des SCD qui comprennent la gestion de la documentation physique et électronique dans le cadre de la politique documentaire ainsi que l'accueil et le service au public, la participation aux activités culturelles et de recherche de l'université, la formation des usagers ainsi que la coopération avec d'autres bibliothèques de tout statut. 

## Gouvernance
Le SCD est placé sous l'autorité du président de l'université, il est dirigé par un directeur qui a généralement le grade de conservateur des bibliothèques et administré par un conseil documentaire. Le directeur est nommé par le ministre chargé de l’enseignement supérieur sur proposition du président. Il participe, avec une voie consultative, aux conseils et instances de l’université.
Le budget du service est voté par le conseil d’administration de l’université, le conseil documentaire ne donnant qu’un avis.

### Conseil documentaire

La Tour Zamansky du campus de Jussieu, à Paris

Le conseil documentaire est présidé par le président de l'université ou son représentant. Il comprend au maximum 20 membres ayant voix délibérative, y compris le président, dont : 
- des représentants du personnel en fonction au SCD et dans les services documentaires associés ;
- des enseignants-chercheurs, enseignants ou chercheurs ;
- des étudiants ;
- des personnalités qualifiées extérieures à l'université.

Participent au conseil de la documentation avec voix consultative : 
- le directeur du SCD, qui est le rapporteur du conseil ;
- le secrétaire général et l'agent comptable de l'université ;
- éventuellement, le directeur du Service inter-établissement de coopération documentaire dont l'université est partenaire[13].

### Budget
Le budget des bibliothèques universitaires (hors personnel) est essentiellement attribué par l'État, à hauteur de 85 % globalement, 10 % environ provenant des droits de bibliothèques acquittés par les étudiants et 5 % de recettes diverses. Depuis la loi relative aux libertés et responsabilités des universités, les universités bénéficiant de l'autonomie élargies (toutes en 2012) rémunèrent directement leur personnel sur leur budget, y compris le personnel de bibliothèque.

## Coopération interuniversitaire
Plusieurs universités peuvent s'associer pour gérer leur documentation en commun, ou décider de mettre en commun certaines activités documentaires, par exemple pour la documentation de recherche ou pour la gestion des fonds patrimoniaux. Elles peuvent alors créer un Service interétablissement de coopération documentaire (SICD) mais aussi constituer un établissement public spécifique et autonome, ou encore un groupement d'intérêt public. Un SICD peut aller jusqu'à se substituer aux SCD des universités. Les bibliothèques entièrement gérées par un SICD sont des bibliothèques interuniversitaires. 
Cette coopération est mise en œuvre dans la petite couronne parisienne avec plusieurs bibliothèques interuniversitaires. Il y a également deux SICD à Grenoble, et un dans chacune des villes de Bordeaux, Montpellier, Toulouse et Lyon. À Strasbourg coexistent le SCD de l'université de Strasbourg et la Bibliothèque nationale et universitaire, établissement public à caractère administratif rattaché à cette université et qui coopère avec elle.
La coopération des bibliothèques universitaires françaises passe aussi par l'association professionnelle qui regroupe une partie des bibliothécaires travaillant dans ces structures : l'association des directeurs et personnels de direction des bibliothèques universitaires et de la documentation (ADBU).